# Satanic Blood
Satanic Blood — дебютный студийный альбом американской блэк-метал-группы Von, выпущенный 31 октября 2012 года на собственном лейбле группы Von Records. Это первый релиз группы после распада в 1992 году и последующего воссоединения в 2010 году. Альбом в основном содержит перезаписанные песни с демо-записи 1992 года «Satanic Blood». В записи альбома не участвовал оригинальный вокалист и гитарист группы, Goat, который покинул группу сразу после воссоединения.

## Отзывы критиков
| Оценки критиков | Оценки критиков |
| Источник        | Оценка          |
| --------------- | --------------- |
| Pitchfork       | [ 2 ]           |
| MetalSucks      | [ 3 ]           |

Альбом получил различные отзывы, от смешанных до положительных. Сэмми О’Хагар из MetalSucks дал альбому положительную оценку и похвалил его сырое звучание и продюсирование. Он сравнил звучание альбома с известными альбомами второй волны блэк-метала, такими как Transilvanian Hunger группы Darkthrone и De Mysteriis Dom Sathanas группы Mayhem. О’Хагар также описал альбом как «среднетемповый», в отличие от других блэк-металлических групп, таких как Satyricon, 1349 и Anaal Nathrakh, а также отметил «дребезжащий» звук гитар и заметные басовые партии.
Однако реакция Грейсона Каррина из Pitchfork была неоднозначной. Он раскритиковал отсутствие прогрессии в альбоме и «ублюдочную» переработку Вениеном (Venien) наследия Von, но в то же время похвалил лоу-файное звучание альбома, высокую энергетику и энтузиазм. Каррин также отметил в альбоме элементы дэт-метала, грайндкора и хардкор-панка.

## Список композиций
| №                   | Название             | Длительность |
| ------------------- | -------------------- | ------------ |
| 1.                  | «Jesus Stain»        | 3:40         |
| 2.                  | «Devil Pig»          | 2:27         |
| 3.                  | «Venien»             | 2:21         |
| 4.                  | «Release»            | 1:07         |
| 5.                  | «Veadtuck»           | 3:08         |
| 6.                  | «Vennt»              | 1:47         |
| 7.                  | «Evisc»              | 1:30         |
| 8.                  | «Goat Christ»        | 1:27         |
| 9.                  | «Dissection InHuman» | 3:55         |
| 10.                 | «Chalice of Blood»   | 3:31         |
| 11.                 | «Blood Von»          | 3:40         |
| 12.                 | «Christ Fire»        | 2:51         |
| 13.                 | «Backskin»           | 3:10         |
| 14.                 | «Watain»             | 2:41         |
| 15.                 | «Blood Angel»        | 1:09         |
| 16.                 | «Lamb»               | 1:29         |
| 17.                 | «Satanic Blood»      | 2:36         |
| Общая длительность: | Общая длительность:  | 42:29        |

## Участники записи

### Von
- Venien (Jason Ventura) — вокал, бас-гитара, продюсирование, сведение
- JGiblete Cuervo (Lord Giblete) — гитара, бэк-вокал, сведение

### Приглашённые музыканты
- Charlie Fell — ударные